# Fier forjat

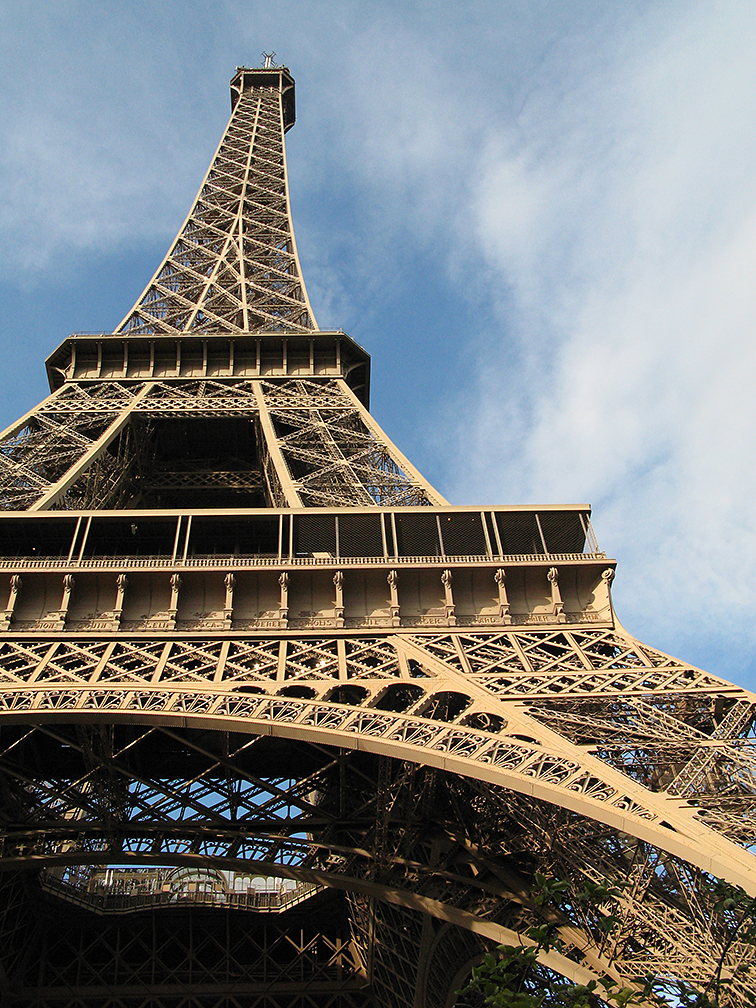
Turnul Eiffel a fost construit din oțel pudlat, un tip de fier forjat.

Fierul forjat este un aliaj feros cu un conținut extrem de mic de carbon (mai puțin de 0,08%). Este un aliaj extrem de rafinat și conține aproximativ 1-3% zgură (silicați de fier), având o structură fibroasă. Ruginește mult mai încet decât oricare alt tip de fier și în plus poate fi prelucrat și sudat mult mai ușor. Înainte de dezvoltarea unor metode efective de fabricare ale oțelului, fierul forjat era cea mai comună formă de fier maleabil.